# Ella Mai
Ella Mai Howell (née le 3 novembre 1994) est un auteure-compositrice-interprète britannique. Elle signe sur le label de DJ Mustard 10 Summers Records et Interscope Records. Elle sort un EP Ready en février 2017, dont la chanson Boo'd Up sera classé à la 6e place du Billboard Hot 100 et certifiée disque de platine aux États-Unis en 2018.

## Biographie
Ella Mai est née le 3 novembre 1994 à Londres au Royaume-Uni. Son père est Irlandais et sa mère Jamaïcaine. A l'âge de 12 ans, elle déménage à New York avant de retourner au Royaume-Uni après l'obtention de son diplôme de fin de lycée.
En 2014, elle participe à la saison 11 de la version britannique de The X Factor dans le trio Arize mais le groupe ne passe pas l'audition initiale devant le juré. Arize se séparera rapidement après l'échec. L'année suivante, Ella Mai sort un EP de 4 titres sur la plateforme SoundCloud intitulé Trouble.
La chanteuse est repérée sur Instagram en reprenant des chansons et signe un contrat avec le label du producteur DJ Mustard, 10 Summers Records et Interscope Records.
En février 2016, elle sort l'EP Time de six titres dont un single She Don't featuring Ty Dolla Sign est extrait. Il s'ensuit un EP Change, en novembre 2016 et un EP Ready (en), en février 2017 où le single Boo'd Up sera extrait et deviendra très populaire. Elle participe à la tournée de Kehlani SweetSexySavage World Tour
Le 26 avril 2018, elle sort le clip du single Boo'd Up après un gain en popularité. Le single se classe à la 6e position de Billboard Hot 100, et la chanteuse atteint le 12 mai 2018, le top du Billboard Emerging Artists. La chanson est certifiée aux États-Unis disque de platine. À la suite du succès de la chanson, un remix est produit avec la participation de Nicki Minaj et de Quavo. Le 3 août 2018, la chanteuse britannique sortira le single Trip. La chanson aura plus de 20 millions d'écoutes sur Spotify. Ensuite, elle sort le clip de Trip qui a aujourd'hui plus de 100 millions de vues. 
Le 12 octobre 2018, elle sortira son premier album intitulée Ella Mai. Les chansons les plus populaires de l'album sont Sauce, Trip, Whatchamacallit en featuring avec Chris Brown, Naked et Gut Feeling en featuring avec H.E.R .
En 2019, la chanteuse va accompagner Ariana Grande sur plusieurs dates de la tournée européenne du Sweetener World Tour pour assurer sa première partie.

## Environnement artistique
Dans plusieurs interviews, Ella Mai cite Lauryn Hill, Chris Brown, Brandy, Destiny's Child, Alicia Keys et Mariah Carey comme ses principales influences. Pour Vibe, le style d'Ella Mai rappelle le R&B des années 1990, avec des ballades émouvantes qui ont « inondé les radios », les « hymnes de ruptures qui déchire le cœur ». Rolling Stone décrit son son comme celui d'« une émigrée britannique plein de confiance en soi et qui a une affinité pour le classique R&B des années 90 ».

## Discographie

### EPs
| Titre                                                              | Détails de l'album                                                                | Meilleure position | Meilleure position | Meilleure position | Meilleure position | Ventes | Certifications |
| Titre                                                              | Détails de l'album                                                                | ÉU                 | ÉU R&B/HH          | ÉU R&B             | ÉU Heat.           | Ventes | Certifications |
| ------------------------------------------------------------------ | --------------------------------------------------------------------------------- | ------------------ | ------------------ | ------------------ | ------------------ | ------ | -------------- |
| Time                                                               | - Sortie : 15 février 2016 - Label : 10 Summers Records - Format : Téléchargement | —                  | —                  | —                  | —                  | —      | —              |
| Change                                                             | - Sortie : 15 novembre 2016 - Label : 10 Summers - Format : Téléchargement        | —                  | 38                 | 20                 | 8                  | —      | —              |
| Ready                                                              | - Sortie : 22 février 2017 - Label : 10 Summers - Format : Téléchargement         | 39                 | 31                 | 7                  | 25                 | —      | —              |
| « — » indique que le titre n'est pas sorti ou classé dans le pays. |                                                                                   |                    |                    |                    |                    |        |                |

### Singles
| Titre                                                              | Année | Meilleure position | Meilleure position | Meilleure position | Meilleure position | Meilleure position | Meilleure position | Meilleure position | Meilleure position | Meilleure position | Meilleure position | Certifications         | Album    |
| Titre                                                              | Année | R-U                | AUS                | CAN                | NZ                 | ÉU                 | ÉU R&B/HH          | ÉU R&B             | ÉU R&B/HH Air.     | ÉU Rhy.            | ÉU Adult R&B Air.  | Certifications         | Album    |
| ------------------------------------------------------------------ | ----- | ------------------ | ------------------ | ------------------ | ------------------ | ------------------ | ------------------ | ------------------ | ------------------ | ------------------ | ------------------ | ---------------------- | -------- |
| She Don't (feat. Ty Dolla Sign)                                    | 2016  | —                  | —                  | —                  | —                  | —                  | —                  | —                  | —                  | —                  | —                  |                        | Time     |
| Lay Up                                                             | 2017  | —                  | —                  | —                  | —                  | —                  | —                  | —                  | —                  | —                  | —                  |                        | Change   |
| Boo'd Up                                                           | 2017  | 67                 | 46                 | 72                 | 8                  | 5                  | 1                  | 1                  | 5                  | 1                  | —                  | - États-Unis : Platine | Ready    |
| Naked                                                              | 2017  | —                  | —                  | —                  | —                  | —                  | —                  | 24                 | —                  | —                  | —                  |                        | Ella Mai |
| Don't Waste My Time (feat. Usher)                                  | 2020  | —                  | —                  | —                  | —                  | —                  | —                  | —                  | 36                 | —                  | 25                 |                        |          |
| « — » indique que le titre n'est pas sorti ou classé dans le pays. |       |                    |                    |                    |                    |                    |                    |                    |                    |                    |                    |                        |          |